# Baltazar Astorga
Baltazar del Carmen Astorga Quezada (Curicó, Chile, 16 de junio de 1982) es un exfutbolista chileno. Ha jugado en uno de los grandes de su país, la Universidad de Chile. Jugaba en la posición de defensa.

## Clubes
| Club                 | País  | Año       |
| -------------------- | ----- | --------- |
| Universidad de Chile | Chile | 2002-2003 |
| Deportes Antofagasta | Chile | 2003-2004 |
| O'Higgins            | Chile | 2005-2006 |
| Cobresal             | Chile | 2007-2010 |
| Deportes Antofagasta | Chile | 2011-2015 |
| Deportes Copiapó     | Chile | 2015-2016 |

## Palmarés

### Campeonatos nacionales
| Título    | Club                 | País  | Año  |
| --------- | -------------------- | ----- | ---- |
| Primera B | Deportes Antofagasta | Chile | 2011 |